# Barril de bomba

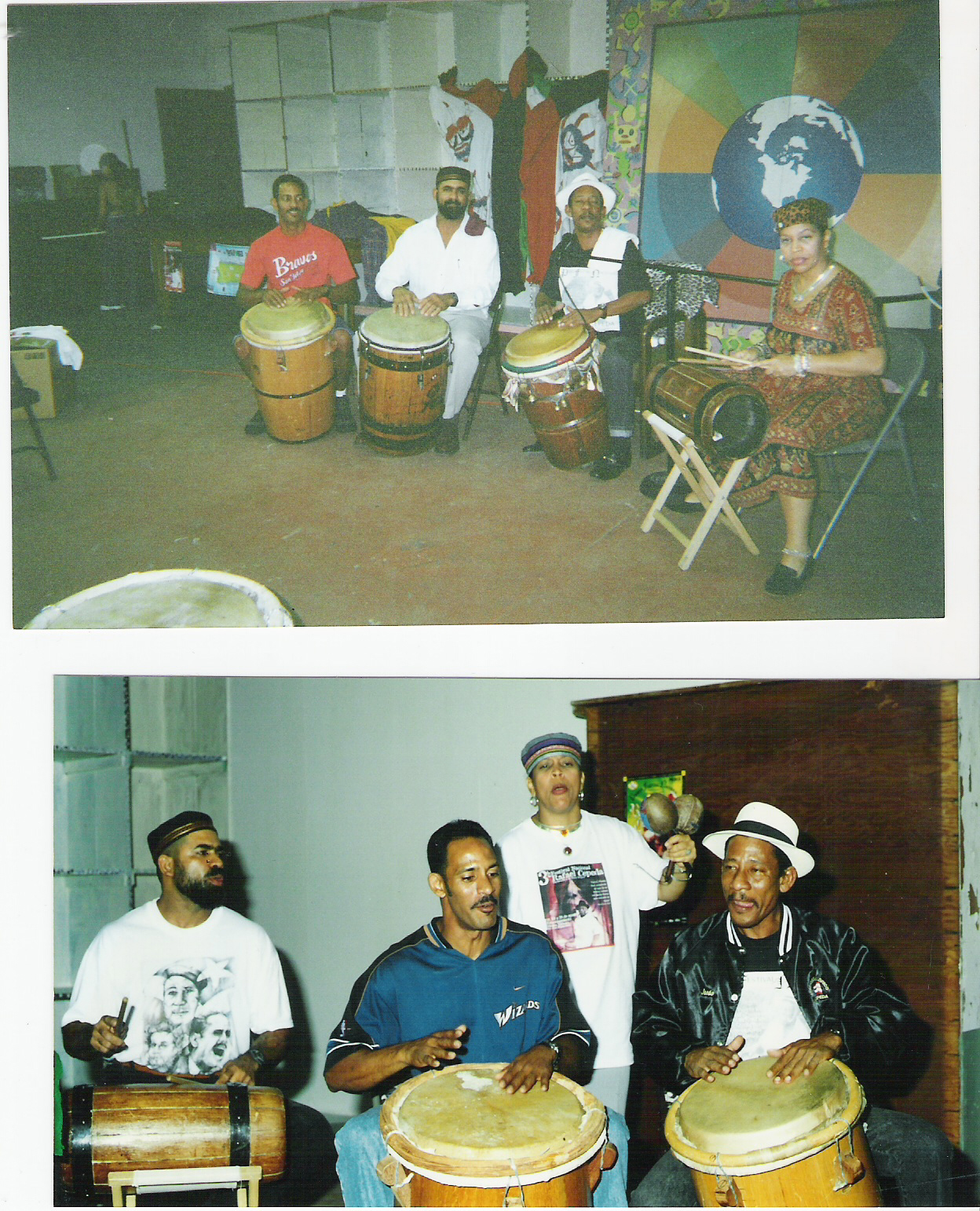
Tocadores de 'barriles de bomba'

El barril de bomba es un tambor tradicional usado en la música de bomba de Puerto Rico. Los barriles de bomba se fabrican tradicionalmente con las maderas de los barriles de ron. Estos tambores son de un solo parche, más cortos y anchos que las congas, y resuenan más profundo. 
El tambor de sonido más grave es llamado "buleador" o "segundo", y el de sonido más agudo es llamado "subidor" o "primo".